# 颱風納爾遜 (1985年)
颱風納爾遜 (英語：Typhoon Nelson，菲律賓大氣地球物理和天文服務管理局：Ibiang) ，為1985年太平洋颱風季的熱帶氣旋之一。

## 氣象歷史
納爾遜於關島附近海面形成後在那霸島南方向西北西進行，通過石垣島、台灣北部近海，經由馬祖南方進入福建。

## 影響

### 台灣
- 當地評定巔峰強度分級：（CWB）
- 當地評定最大持續風速：48每秒（93節；170每小時）（一分鐘）
- 當地發布之颱風警報：海上陸上颱風警報

## 熱帶氣旋警告使用記錄

### 臺灣
| 中央氣象局 颱風警報 | 中央氣象局 颱風警報 | 中央氣象局 颱風警報 |
| ------------------- | ------------------- | ------------------- |
| 上一熱帶氣旋        | 海上颱風警報        | 下一熱帶氣旋        |
| 中度颱風傑夫        | 海上颱風警報        | 中度颱風派特        |
| 中度颱風傑夫        | 陸上颱風警報        | 輕度颱風衛奧        |